# Рагби савез Србије
Рагби савез Србије је спортска организација која управља рагбијем у Србији са седиштем у Београду. Основан је 1954. Рагби савез Србије је члан светске рагби федерације.

## Историја
Када су у питању колективни спортови, само фудбал има дужу традицију од рагбија у Србији. Ипак рагби никада није успео да се пробије међу најпопуларније спортове на овим просторима. Први писани траг о Србима који су играли рагби досеже до првог светског рата. Док је у целој Европи беснео рат, Српски Потпорни Фонд је уз помоћ Владе Краљевине Србије донео одлуку да један број деце која се заједно са Српском Војском преко Албаније дошла у Грчку, пошаље на опоравак и школовање у Велику Британију и Француску. Тако је прва група од 10-торо Српске деце, већ у јуну месецу 1916. године дошло са Крфа у Единбург (Шкотска). Смештени су у Џорџ Хериот школу која им је била дом у наредне три године. Укупно их је у школи Џорџ Хериотс било 25. Ова група младих људи одмах је постала омиљена у Едимбургу, а врло брзо по доласку они се упознају са рагбијем и почињу да га тренирају. Показало се да су врло талентовани тако да су скоро сви играли за школске екипе. Најбољи је био Тома Томић из Лесковца који је изборио место у првој школској екипи.
Управо су ови момци 11. априла 1918. године у Единбургу пред 10.000 гледалаца одиграли прву међународну утакмицу под именом Србија против селекције Британских доминиона. Остварена је и прва победа од 8:3.
О тим данима 35 година касније писаће Живко М. Илић, један од учесника те утакмице у листу Спорт 1953. године.
“Рагби је готово непознат спорт у нашој земљи. Због тога се одомаћило мишљење да је то сурова опасна и вратоломна игра. Колико је ово погрешно увидеће се онда када на нашим игралиштима почене да се игра ова брза, полетна и динамична игра.
У Србији има известан број људи који се сећају рагби утакмица као нечег најлепшег из своје младости. То је она генерација коју је Први Светски Рат затекао као дечаке. Они су са Српском војском прешли Албанију и са Крфа упућени у савезничке земље, Француску и Велику Британију на школовање. Изнурени и изгладнели дошли су у потпуно нову средину где је требало да се опораве. Ускоро су они у мањим групама распоређени по разним градовима.
Даље је Илић писао: Мене је са још 24 дечака „Српски потпорни фонд“ упутио у Единбург у стару „Џорџ Хериотс“ школу. Тамо су нас већ првих дана извели на спортско игралиште. Ниједан од нас до тада није ни дотакао лопту и ми смо се стидљиво устручавали да се укључимо у групе које су тренирале тада најпопуларнији спорт у Британији, рагби. Међутим, већ после првих тренинга постали смо најревноснији и најтачнији. Професор Харди је имао муке са нама јер није могао да нас отера са игралишта.
Нешто доцније прочитали смо у школском часопису добродошлицу у којој је пред осталог писало да школа добија у нама нов материјал за играче рагбија и да се у лепо развијене и снажне дечаке из Србије полажу велике наде. Доцније ми смо их заиста оправдали. Професор Харди нас је одмах распоредио по тимовима. Један Лесковчанин Тома Томић, узет је одмах у први тим школе, а за њим и Данило Павловић и Димитрије Дулкановић. Кроз целу рагби сезону, сваке суботе спортски листови бележили су имена Српских играча који су у скоро свакој утакмици давали „скорове“ и доносили победу своме тиму. За кратко време постали смо познати у Единбургу, Глазгову и осталим градовима Шкотске.
Када су савладали основе рагбија, Српски дечаци су формирали свој тим. О томе Илић пише: Поред тога што смо играли у школским тимовима, ми смо основали и наш национални тим. Од нас 25 изабрало се за ову екипу 15 најбољих. желели смо да опробамо своје способности као целина. Било је слабих места због различитих узраста, али извојевали смо неколико лепих победа.
Организатори међушколских рагби утамица за првенство Шкотске на крају сезоне унели су у програм утакмицу Србија против Доминиона. Она се одиграла 11. априла 1918. године. Овакве утакмице играле су се по систему „Севен Сајд“ (по седморица). То значи седам најбољих од петнаест играча првог тима. Овакав начин игре изискује крајњу издржљивост снагу и брзину. Наш тренер Харди саопштио нам је новост о овој утакмици на месец дана пре и одмах је почео да нас тренира.
Наши противници били су играчи из разних школа који су дошли у Единбург из Британских доминиона. Знали смо да их има много више од нас, да је избор далеко већи и зато смо усрдно тренирали. Добили смо нове дресове, црвене мајце, плаве гаћице и беле чарапе на којима је опет била наша тробојка.
О самој утакмици Илић каже да је било присутно 50.000 гледалаца, мада Шкотски извори говоре о 10.000 гледалаца. Даље описује атмосферу: Наша утакмица била је на програму тек четврта по реду. Били смо помало нервозни. Када је дат знак за излазак пошли смо из свлачионице узбуђени са својим тренером Хардијем. Пришао нам је Тома Томић који није био у нашој екипи јер је играо за репрезентацију школе и рекао нам је: „Не заборавите да данас играте за отаџбину“.
На терену смо видели да су наши противници већи и снажнији. Међу њима су се налазили један Јужноафриканац, један Зеланђанин, два Канађанина и три Индуса. Када је почела игра видело се да је противник далеко бољи него што смо мислили. Међутим, ми смо играли као један. Додавали смо без оклевања и били неуморни. Победили смо са 8:3. То је била прва утакмица на тлу Велике Британије у којој је Српска омладина репрезентовала своју далеку поробљену домовину и извојевала победу.”

## Репрезентације
- Рагби репрезентација Србије
- Рагби 7 репрезентација Србије
- Рагби репрезентација Србије до 18 година
- Женска рагби 7 репрезентација Србије

## Такмичења
Рагби савез Србије организује следећа такмичења:
Првенство Србије у рагбију 15
Првенство Србије у рагбију 10
Првенство Србије у рагбију 7
Куп Србије у рагбију 15
Првенства, купови и турнири за млађе категорије:
Јуниори
Кадети
Пионири
Петлићи